# 富田浜駅
富田浜駅（とみだはまえき）は、三重県四日市市富田浜町にある、東海旅客鉄道（JR東海）関西本線の駅である。駅番号はCJ10。
運行形態の詳細は「関西線 (名古屋地区)」を参照。

## 歴史
- 1907年（明治40年）
  - 7月1日：関西鉄道富田 - 四日市間に富田浜臨時仮停車場が開業[1]。富田浜海水浴場の海水浴客専用の臨時駅[1]。
  - 10月1日：関西鉄道が国有化[2]。
- 1908年（明治41年）7月1日：富田浜仮停車場に昇格[1]。荷物の取扱いも開始[1]。
- 1928年（昭和3年）3月1日：富田浜駅に昇格、通年営業開始[1]。
- 1970年（昭和45年）10月1日：荷物の取扱いを廃止し[3]、無人駅となる[4]。
- 1987年（昭和62年）4月1日：国鉄分割民営化によりJR東海が継承[1]。
- 2006年（平成18年）11月25日：TOICA導入。

## 駅構造
相対式ホーム2面2線を有する地上駅で、名古屋方面が単線、亀山方面は複線の列車交換可能駅。1番線側に駅舎があり、2つのホームは構内踏切で連絡している。桑名駅管理の無人駅。

### のりば
| 番線 | 路線        | 方向 | 行先             |
| ---- | ----------- | ---- | ---------------- |
| 1    | CJ 関西本線 | 下り | 四日市・松阪方面 |
| 2    | CJ 関西本線 | 上り | 名古屋方面       |

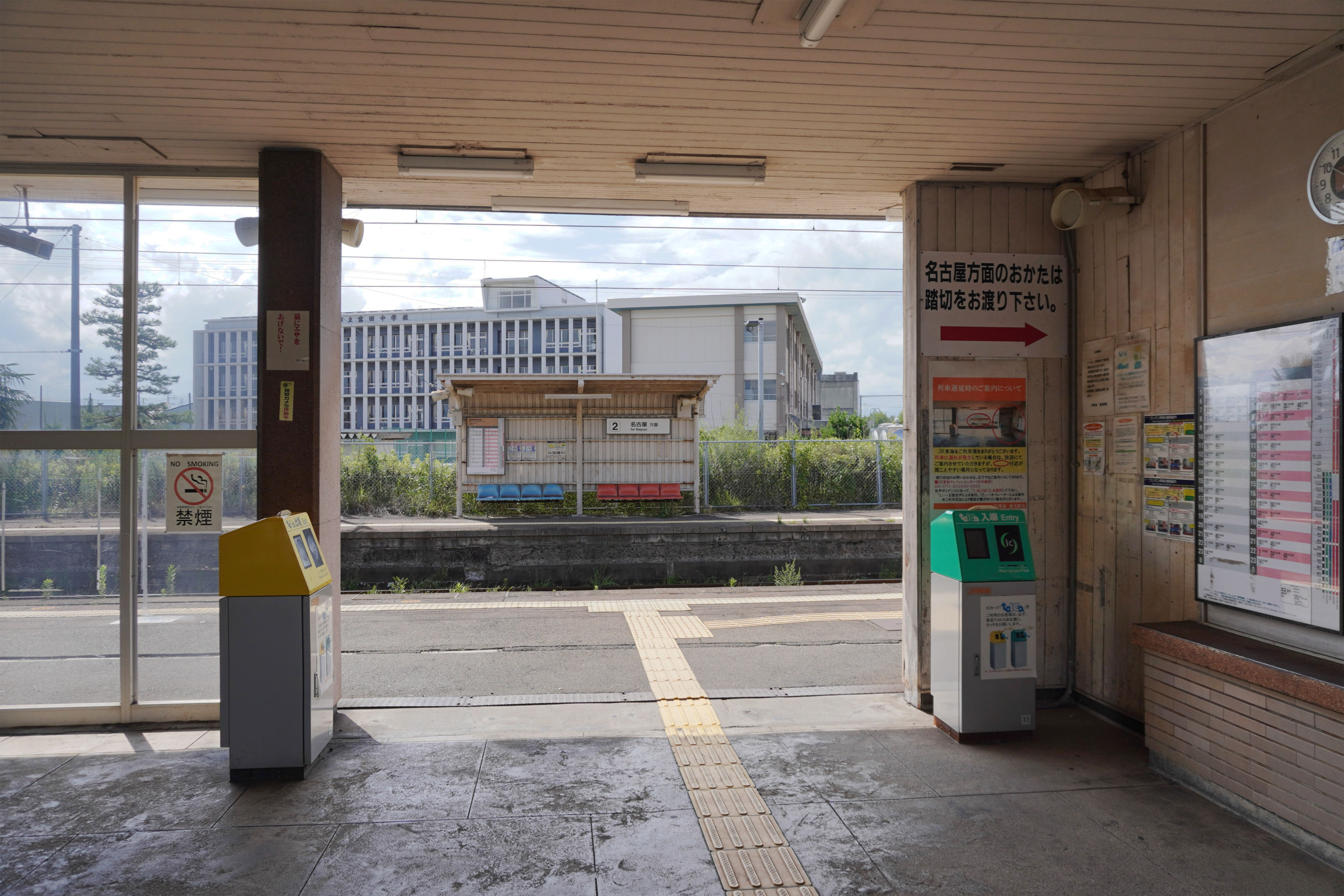
改札口（2023年7月）
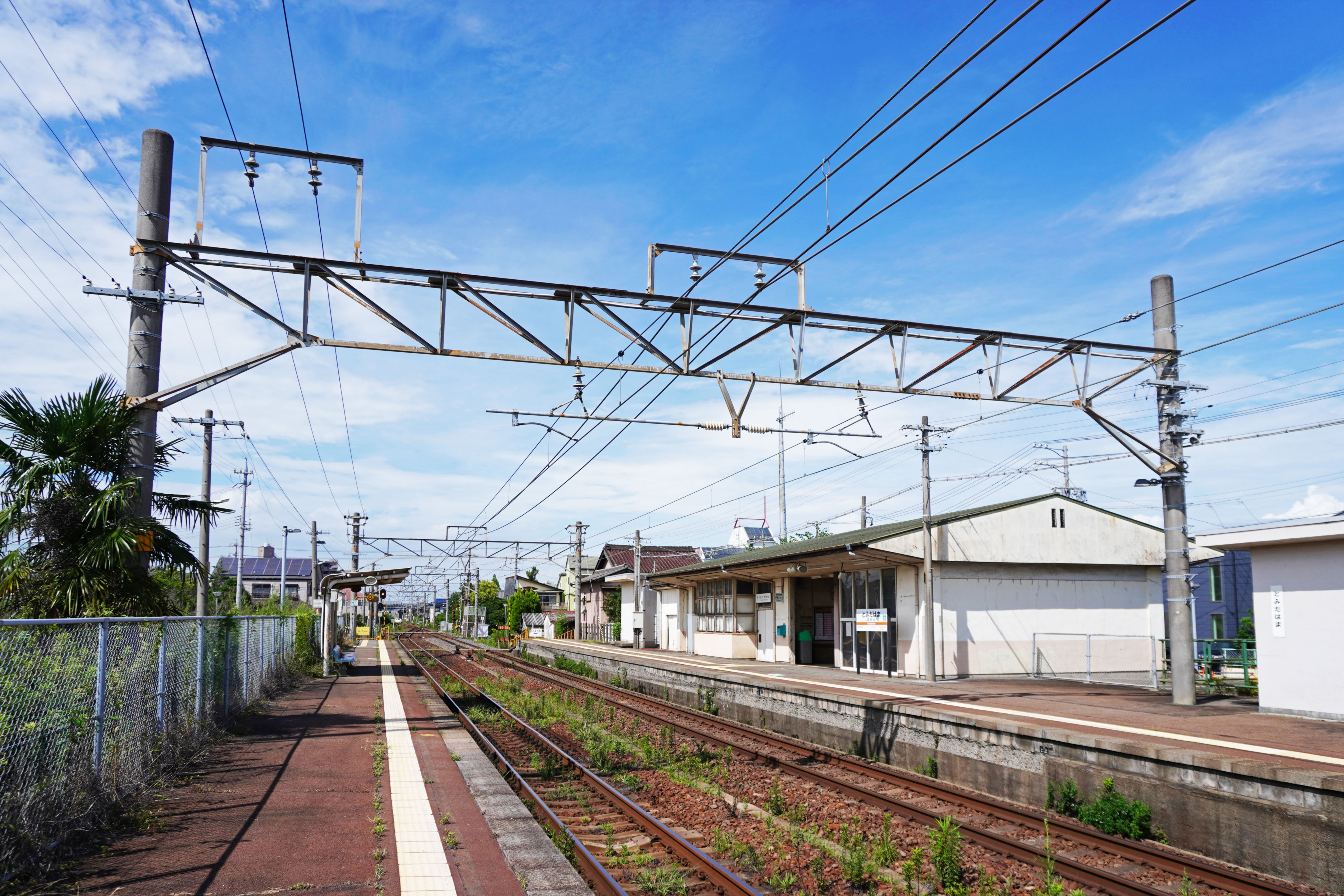
ホーム（2023年7月）
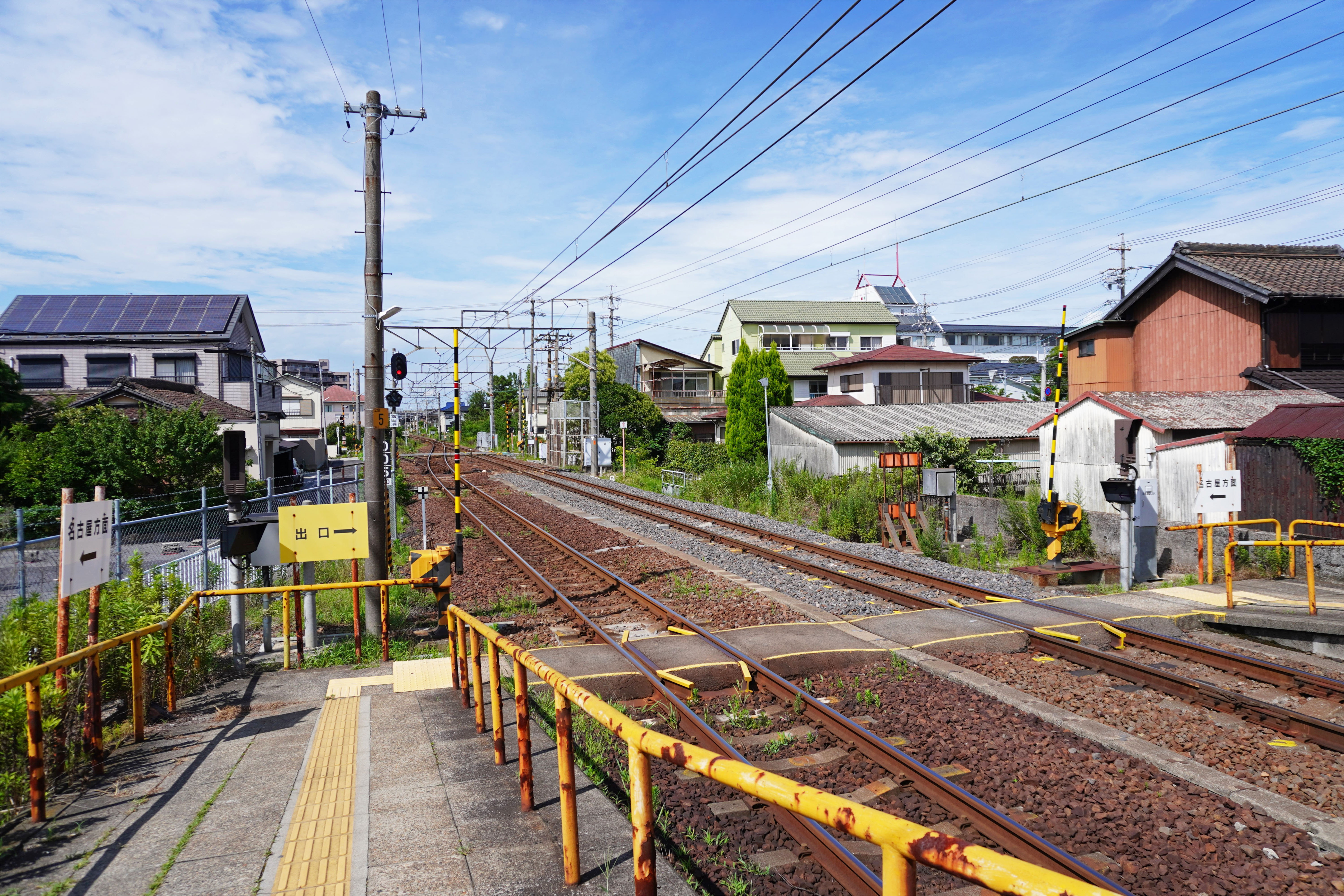
構内踏切（2023年7月）
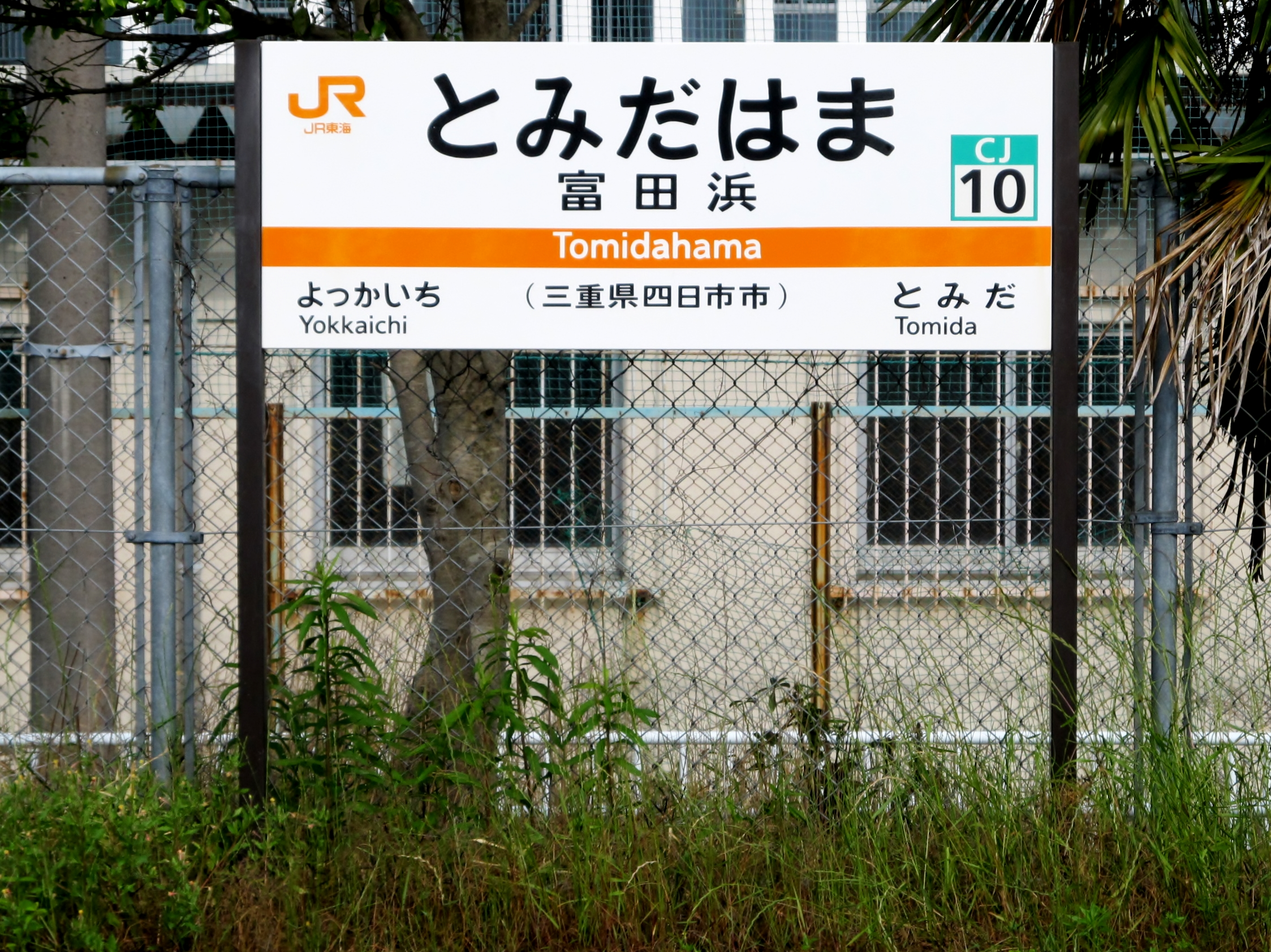
駅名標（2024年5月）

## 利用状況
「三重県統計書」によると、1日の平均乗車人員は以下の通りである。
| 年度   | 一日平均 乗車人員 |
| ------ | ----------------- |
| 1998年 | 198               |
| 1999年 | 194               |
| 2000年 | 190               |
| 2001年 | 158               |
| 2002年 | 140               |
| 2003年 | 137               |
| 2004年 | 136               |
| 2005年 | 143               |
| 2006年 | 153               |
| 2007年 | 158               |
| 2008年 | 166               |
| 2009年 | 170               |
| 2010年 | 170               |
| 2011年 | 167               |
| 2012年 | 167               |
| 2013年 | 174               |
| 2014年 | 179               |
| 2015年 | 187               |
| 2016年 | 202               |
| 2017年 | 216               |
| 2018年 | 212               |
| 2019年 | 216               |
| 2020年 | 173               |
| 2021年 | 198               |
| 2022年 | 220               |
| 2023年 | 248               |

## 駅周辺
- 茂福城跡地
- 四日市港の一部である霞ヶ浦人工島（第3四日市コンビナートや四日市港ポートビルが立地）
- 国道1号
- 国道23号
- 霞ヶ浦緑地公園
  - 四日市競輪場
  - 四日市ドーム
  - 四日市市営霞ヶ浦第一野球場
  - 四日市テニスセンター
- 富田の一本松（旧跡）
- 富田浜病院（かつては富田浜看護婦学校も併設）
- 富田浜老人保健施設「浜っこ老健」
- 特別養護老人ホーム「浜風」
- 四日市市立富田中学校

## 隣の駅
東海旅客鉄道（JR東海）
CJ 関西本線
■快速「みえ」・■快速
通過
■区間快速・■普通
富田駅 (CJ09) - 富田浜駅 (CJ10) - 四日市駅 (CJ11)